# اوژن والاشک
اوژن «جنیا» والاشک (فرانسوی: Eugen Walaschek‎; ۲۰ ژوئن ۱۹۱۷ – ۲۲ مارس ۲۰۰۷) بازیکن و مربی فوتبال اهل سوئیس بود.
از باشگاه‌هایی که در آن بازی کرده‌است می‌توان به باشگاه فوتبال سروت ۱۸۹۰ و باشگاه ورزشی یانگ بویز برن اشاره کرد.
وی همچنین در تیم ملی فوتبال سوئیس بازی کرده‌است.